# 한국철도대학
한국철도대학(韓國鐵道大學, Korea Railroad College)은 대한민국의 국립 전문대학으로서 한국철도공사와 국가철도공단 등에서 철도 관련 업무에 종사할 인력을 배출하고 있는 대한민국 국토해양부 소속 국립대학이었다. 전원 국비 장학생으로, 졸업 후 대한민국 철도청 공무원 일반직 또는 기능직 8급으로 특채되었으나 1996년부터 정원의 절반을 사비생(私費生)으로 모집하였으며 2005년 대한민국 철도청의 폐지와 동시에 한국철도공사가 출범함과 더불어 국비생 제도는 폐지되고 전원 사비생화되어 특채 제도는 사라졌다. 이후 충주대학교에 통합되어 2012년 한국교통대학교(韓國交通大學校)가 출범되었다.

## 연혁
- 1905년 5월 : 철도이원양성소, 인천 제물포에 개소
- 1945년 : 중앙교통종사원양성소
- 1967년 : 철도고등학교
- 1977년 : 철도고등학교 부설 전문부
- 1979년 : 철도전문대학 및 기존 학교는 부속고등학교로 개편
- 1985년 : 서울 용산에서 경기도 의왕시(현 위치)로 이전
- 1986년 : 철도전문대학 부속고등학교 폐지
- 1998년 : 한국철도대학으로 개칭
- 2002년 : 철도운수경영과와 철도경영정보과를 제외한 전 학과 3년제로 전환, 철도차량전기과 신설
- 2005년 : 운영주체가 철도청에서 건설교통부로 이관 및 국비생 제도 폐지
- 2011년 : 국토해양부 고시 제2011-22호에 의거 철도차량운전면허(제2종) 교육훈련기관 지정(2011-1호)
- 2012년 3월 1일 : 한국교통대학교로 개편되면서 107년만에 폐교

## 개설 학과
- 철도운수경영과 (2년제) : 입학정원 40명
- 철도경영정보과 (2년제) : 입학정원 40명
- 철도운전기전과 (3년제) : 입학정원 32명
- 철도차량기계과 (3년제) : 입학정원 24명
- 철도시설토목과 (3년제) : 입학정원 32명
- 철도전기제어과 (3년제) : 입학정원 32명
- 철도차량전기과 (3년제) : 입학정원 24명

## 부속 시설
- 본관 : 학사행정을 위한 업무공간과 교수 사무실 및 강의실과 도서관, 동아리실이 구축된 철도대학의 중추 시설이다.
- 실습관 : 공학계열 학생들의 실습을 위한 장비들이 구축된 곳으로, 운전시뮬레이터실 등이 있다.
- 100주년관 : 철도대학 100주년을 기념하기 위해 건축되었으며 역사관, 강의실 등이 마련되어 있다.
- 전산관 : 본관의 측면에 증축되었으며 인터넷카페, 매점, 전산실, 어학실 등이 갖추어져 있다.
- 백인관(기숙사) : 권역 외 학생들의 편의를 위한 기숙시설로 1~3층은 남학생, 4층은 여학생이 거주하고 있다.
- 학생회관 : 재학생들의 레크리에이션과 여가를 위한 시설이며 테니스장과 운동기구 등이 갖추어져 있다.

## 철도대학의 4년제 구조개편의 발자취
당시 대한민국 국토해양부는 그동안 국립 전문대학이었던 한국철도대학을 사립 4년제 대학교의 단과대학으로 개편하는 사업 계획을 확정하고 2007년 3월, 여러 사립 대학교로부터 인수 제의서를 받았다. 이 때 고려대학교 세종캠퍼스, 전주대학교, 한세대학교, 서경대학교 등이 철도대학 인수 인계를 희망한 것으로 알려졌다. 국토부는 동년 5월 8일, 고려대학교 세종캠퍼스를 철도대학 인수 인계 1순위 대학으로 선정했다고 발표했다.
동년 6월 27일 고려대학교 세종캠퍼스는 한국철도대학을 인수 인계하기 위해 철도대학 측과의 본격적인 협상을 개시하였다. 양측은 실무진이 부분별로 협상을 벌여 2008년까지는 끝마칠 계획이었다. 고려대학교에서는 철도대학의 인수 인계가 완료되면 가칭 ‘철도물류대학’을 신설 2009년부터 신입생을 선발하고 2015년에 의왕시를 떠나 신행정도시로 캠퍼스를 옮길 계획을 세운 상태었다.
한편 의왕시에서는 철도대학이 사립대학으로 인수 인계되면서 캠퍼스 이전이 확실시되자 크게 반발하고 있다. 의왕시 측에서는 동년 3월 27일 국토해양부에 경영권만 사립대학에 편입시키고 캠퍼스는 그대로 의왕시에 둘 것을 요구했고, 의왕시의회도 4월 23일 철도대학 이전을 반대하는 결의안을 만장일치로 채택했다. 같은 달 철도대학이 위치한 부곡동 주민자치위원회는 "철도대학 이전 반대" 현수막을 내걸고 서명 운동에 돌입했다.
결국, 6월 12일에 고려대학교와 철도대학의 캠퍼스 이전 협상은 결렬되었다. 이는 경기도와 의왕시주민, 그리고 내부적으로도 반발이 많았고, 정부의 예산 지원 문제 등의 복합적인 요인으로 인해 협상의 결렬로 귀결되었다.
고려대학교와의 협상이 결렬된 이후, 2010년 상반기 기준으로 한국철도대학은 국토해양부를 통해 서울산업대학교, 한국과학기술원, 충남대학교, 한밭대학교, 한경대학교, 공주대학교, 충주대학교 등 절대다수의 국립대학으로부터 인수 인계 제의를 받은 바 있다.
학내에 설치된 '철도대학 발전 심의위원회(이하 심의위)'에 의해 2010년 4월 14일에 충주대학교가 1순위로 선정되었으나, 해당 심의위의 객관성 논란과 더불어 학내 구성원의 반대여론이 끊임없이 제기되었던 데다가 철도대학의 국립대 통합 의견을 가진 국토해양부와 예산권한을 가진 기획재정부 간의 이견차로 인해 계속해서 논의가 지연된 바 있다. 그러나 충청북도 충주시 지역구 국회의원인 윤진식 의원의 개입으로 정부 부처간 이견을 상당히 좁혀 2011년도 4월 21일에 충주대학교와 통합 협상 MOU를 체결하여 통합내용 및 조건 등에 관한 협상절차가 진행되었다.
한편, 2011년 7월 31일 충주시가 충주대학교와 한국철도대학(이하 철도대학)의 현 통합(안)을 수용하기 어렵다는 의견을 내놨다. 충청북도도 양 대학 통합에 부정적 입장을 드러내 향후 통합추진에 난항이 예상되었으나 국토해양부는 2011년 8월 25일 수도권정비 실무위원회를 열어 충주대와의 통합을 사실상 최종 승인하고 교통/물류/철도분야의 특성화 대학으로서 2012년 3월 '한국교통대학교'로 통합되어 한국교통대학교 의왕캠퍼스로 새롭게 출범하였다.